# 星野リゾート アルツ磐梯
星野リゾート アルツ磐梯（ほしのリゾート アルツばんだい）は、福島県耶麻郡磐梯町にあるスキー場。磐梯山周辺にあるスキー場の一つであり、121haという広大なゲレンデを有する。コース数は福島県下で最多の29本だった。星野リゾート傘下の磐梯リゾート開発株式会社が経営する。

## 沿革
リゾート法に基づきバブル期に計画が練られ、1992年（平成4年）12月に開業した。当初はスキー・スノーボードブームとぶつかったことから利用客は伸びたものの、ブームが去ったあとは利用客が減少。運営会社の磐梯リゾート開発株式会社は2002年10月に東京地方裁判所に民事再生法を申請した。負債総額は946億円。
2003年8月に星野リゾートがスポンサーとなり、「美味しさ保証付きカレーライス」「上達保証付きレッスン」「金メダルプロジェクト」の3つの宝という営業姿勢や、ホテルや場内の施設を整備充実させた結果、現在は黒字経営に転じている。
2008-09シーズンより、“連結プロジェクト”と銘打ち、同じ星野リゾートグループの猫魔スキー場と共通リフト券の発行やシャトルバス運行を行っている。
2018-19シーズン4月より、試験的取組みとして、猫魔スキー場のエキサイトチェア山頂から、ピークチェア山頂部につながる徒歩ルートが解禁された。期間限定である。
2023年7月20日、星野リゾートが同年12月にアルツ磐梯と猫魔スキー場を統合することを河北新報が報じた。報道によると統合によりゲレンデ面積は189ha・コース数は33コースに増加する他、両スキー場を連絡するリフトの建設を6月末より開始したという。アルツ・猫魔両スキー場を統合した新スキー場の名称は8月に発表予定で、星野リゾート磐梯事業所の森本剛総支配人は「国内最大級の広さで世界に負けないスキー場とし、3市町村が連携した滞在型観光をつくりたい」と話した。

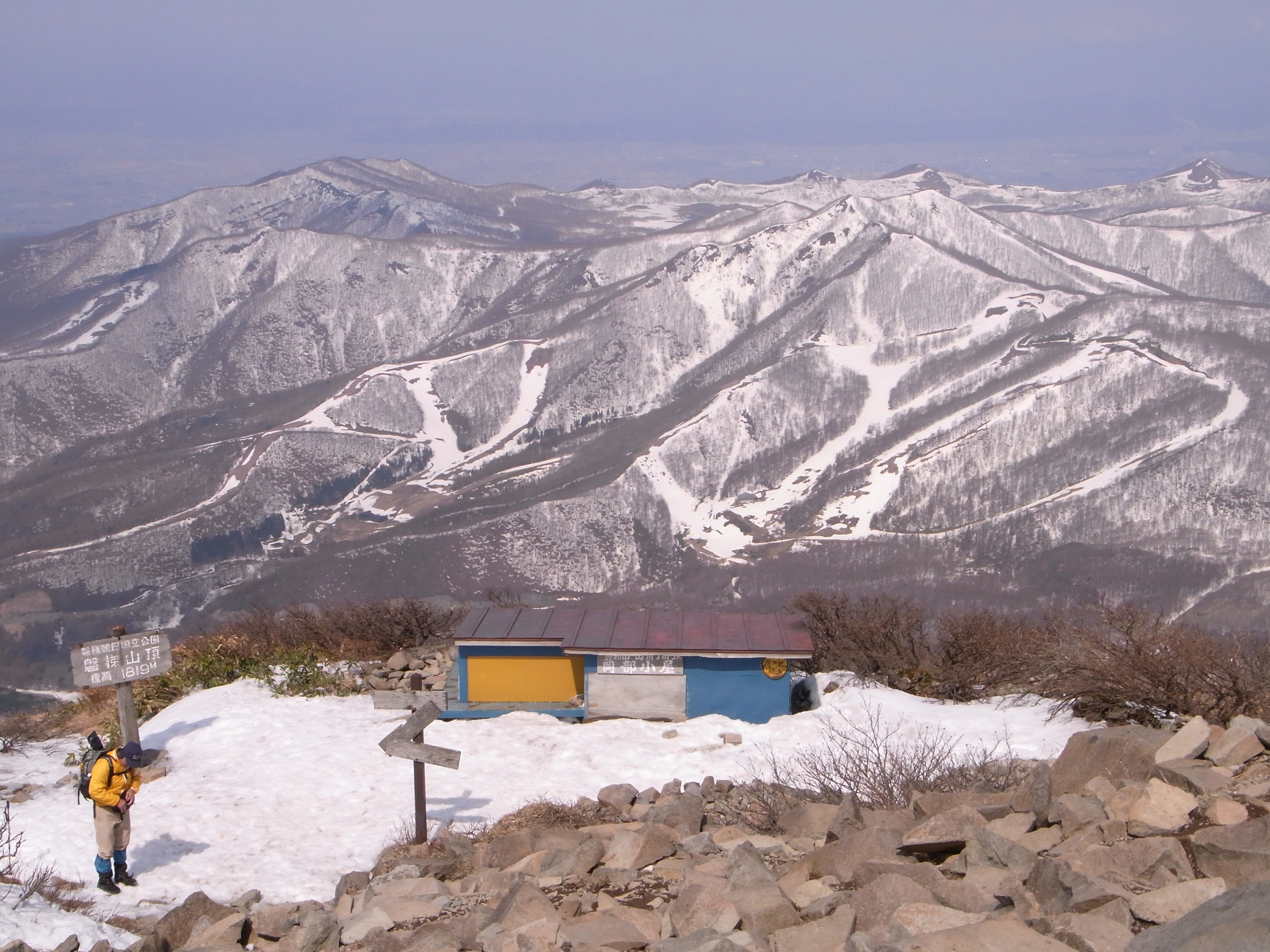
磐梯山頂から見た猫魔ヶ岳とアルツ磐梯スキー場

2023年-2024年シーズンより、猫魔スキー場と連結するリフトが新設されたことにより「ネコマ マウンテン 南エリア」に名称が変更された。

## スキー場の構成
当スキー場は、大きく表と裏の2つに分けられる。表は旧第3クワッドリフト方面、旧第4クワッドリフト方面、アルツゴンドラ方面の3つに分けられる。裏は旧猫魔ボールと呼ばれ、猫魔ボールI、猫魔ボールIIの2つに分けられる。

## ゲレンデ構成
- ズナイエリア　　アルツエクスプレスエリアの圧雪されたクルージングバーン。メインゲレンデである。圧雪フラット　バーン。初心者が多い。

- ダットエリア　　ズナイエリアから分岐する流せる初級者パーク
- バトウエリア　　エリア左端にあるメインパーク　プロ用グローバルパーク、一般上級用モンスターパーク。
- 雅パーク　　　　バトウエリア最左端にある鬼塚雅選手専用パーク（2017/2018シーズン）
- ＣＡＴ専用エリア　特定日のみ営業。深雪フリークが集まる。ウマヤ１－４．

- クルージングエリア　エリア右端にあるアルツゴンドラエリア　基本圧雪フラット斜面である。
- ブラックバレーエリア　①は崖斜面　。ステップアップパーク（中級者）に連絡。②は緩いモーグルバーン。③は山頂中級圧雪コース。④は圧雪急斜面のアルツバーン。⑤はピークエリアに連絡する絶壁。通称、磐梯（アルツ）の壁。
- ホワイトバレーエリア　①は圧雪中斜面②は崖斜面③はブラックエリアへの迂回路の初級コース。
- ピークエリア　気温が低く雪質が良いエリア。初級者が多い。(ブラックバレーエクスプレス山頂から直接連絡している)

- フローズンエリア　最奥に位置するパウダーエリア。時折樹氷ができる。

## オープン時期：
- 毎年12月下旬から3月下旬まで滑走が可能。

## 索道
当スキー場のリフトは、代表的に旧第3クワッドリフト、旧第4クワッドリフト、アルツゴンドラの3つがあった。なお、旧第6ペアリフト - 旧第10ペアリフトは、旧猫魔ボールI、IIに属している。
| 名称                                            | 定員 | 路線長 | 備考                                                                    |
| ----------------------------------------------- | ---- | ------ | ----------------------------------------------------------------------- |
| アルツゴンドラ・アダム                          | 8名  | 2,390m | 休止中                                                                  |
| 第1高速ペアリフト                               | 2名  | 1,620m | 廃止                                                                    |
| 旧第2ペアリフト(バトウチェア)                   | 2名  | 740m   |                                                                         |
| 第3クワッドリフト                               | 4名  | 1,850m | 廃止・星野リゾート トマムスキー場に移設・パウダーエクスプレスとして運行 |
| 旧第4クワッドリフト(アルツエクスプレス)         | 4名  | 1,910m | フード付き                                                              |
| 旧第5ペアリフト(ファーストチェア)               | 2名  | 700m   |                                                                         |
| 旧第6ペアリフト(ホワイトバレーチェア)           | 2名  | 760m   | 旧猫魔ボールI                                                           |
| 旧第7クワッドリフト(ブラックバレーエクスプレス) | 4名  | 780m   | 旧猫魔ボールI                                                           |
| 旧第8ペアリフト(ロックチェア)                   | 2名  | 510m   | 2023シーズンから復活                                                    |
| 旧第9ペアリフト(ピークチェア)                   | 2名  | 1,000m | 2023シーズンより廃止                                                    |
| 旧第10ペアリフト(霧氷チェア)                    | 2名  | 710m   | 旧猫魔ボールII                                                          |